# Oaia Dall

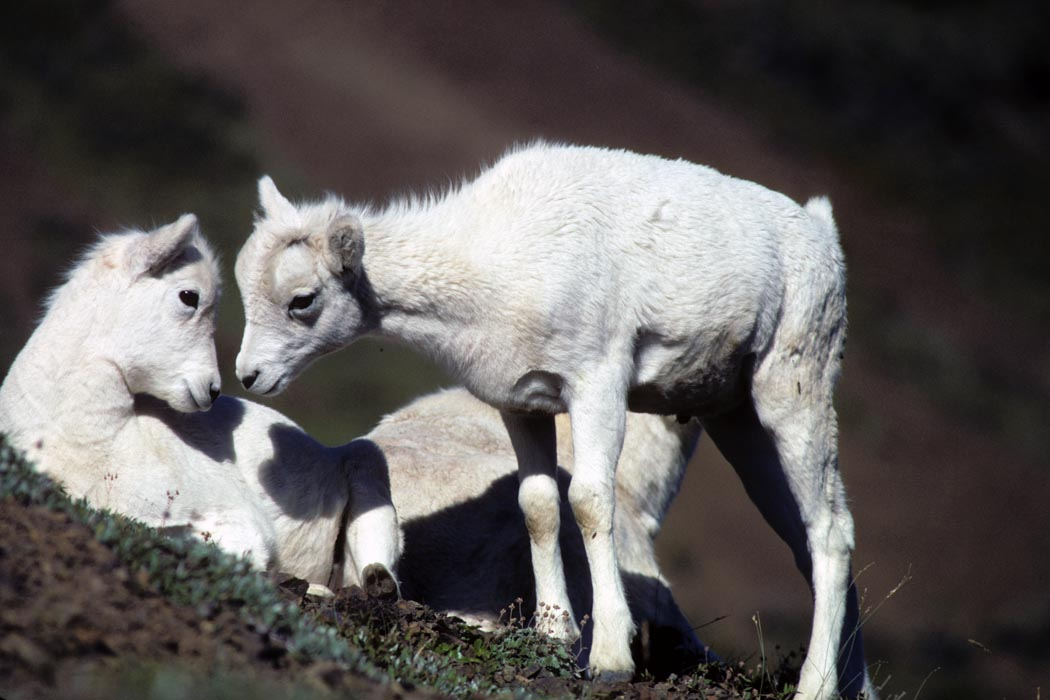
Doi miei Dall

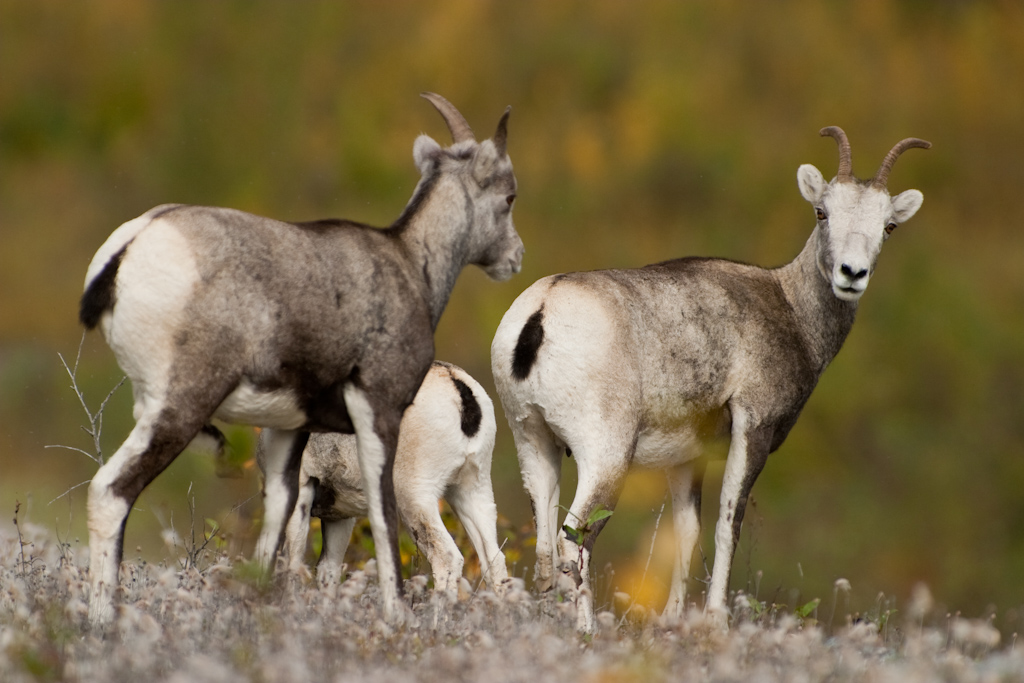
Oile de stâncă în apropierea autostrăzii în British Columbia

Oaia Thinhorn (corn-subțire) (Ovis dalli) este o specie de oi originară din nord-vestul Americii de Nord, care variază de la alb la ardezie-maro și are coarne maro-gălbui, curbate. Există două subspecii: numita Oaie Dall sau Oaia lui Dall și subspecia mai sudică, Oaia de stâncă (scris de asemenea oaia stâncii) (Ovis dalli stonei), care este o oaie ardeziu-maro, cu unele pete albe pe partea posterioară și pe partea interioară a picioarelor din spate.